# Loiré-sur-Nie

Loiré-sur-Nie este o comună în departamentul Charente-Maritime, Franța. În 1 ianuarie 2022 avea o populație de 284 de locuitori.